# Víctor Quispe Palomino
Víctor Quispe Palomino (Ayacucho, 1 de agosto de 1960), también conocido como Camarada José, es un terrorista, narcotraficante y guerrillero peruano, líder de la organización guerrillera denominada Militarizado Partido Comunista del Perú (MPCP). Anteriormente fue parte del grupo terrorista Sendero Luminoso y participó en sus actividades desde 1980 hasta fines de la década de los 90.
Sus presuntos vínculos con el narcotráfico y el terrorismo le han valido una acusación penal en una corte de Estados Unidos donde se ofrece desde 2016 una recompensa de 5 millones de dólares a quien brinde información que conduzca a su captura.

## Biografía
Nació en Ayacucho en 1960. Su padre Martín Quispe Mendoza, natural del poblado de Umaru, en Vilcashuamán, era un profesor de escuela primaria que crio a sus hijos en la localidad de Selva de Oro, distrito de Río Tambo, en la Provincia de Satipo. En 1984 se trasladó de nuevo a Umaru junto a su madre, Irene Palomino Altamirano, y sus 9 hermanos.
Fue enviado a estudiar Antropología en la Universidad Nacional de San Cristóbal de Huamanga. Al cabo de dos años retornó, junto a su hermano Jorge, al VRAEM. Cuando tenía 22 años, ‘José’ acompañó a su padre - también militante de SL - en el ataque al puesto policial de Vilcashuamán, donde murieron 6 efectivos policiales.[cita requerida]
En abril de 1983 participó en la masacre de Lucanamarca y en julio de 1984 en la masacre de Soras ambos como miembro de Sendero Luminoso. En 1992, luego de que el líder de Sendero, Abimael Guzmán fuese capturado, Víctor y su hermano Jorge Quispe Palomino, quedaron bajo las órdenes de Óscar Ramírez Durand, "Camarada Feliciano", tercero en Sendero Luminoso, en el actual VRAEM, en la selva central. De esta forma. Víctor Quispe Palomino se convirtió en el segundo al mando de la facción pro-seguir de Sendero Luminoso.

### Toma del VRAEM
A partir de 1999, tras la captura de Óscar Ramírez Durand, el clan Quispe Palomino; es decir, los camaradas ‘José’ (Víctor Quispe Palomino), ‘Raúl’ (Jorge Quispe Palomino) y ‘Gabriel’ (Marco Antonio Quispe Palomino), junto a Alejandro Borda Casafranca (‘Alipio’), se convierten en dirigentes de una facción armada neosenderista que opera en la zona del VRAEM. ‘Gabriel’ y ‘Alipio’ fueron abatidos el 11 de agosto de 2013 por tropas combinadas del Ejército, Marina de Guerra y Policía Nacional del Perú en la comunidad de Pampas, Distrito de Llochegua, Departamento de Ayacucho; quedando únicamente los hermanos Jorge y Víctor Quispe Palomino como los máximos cabecillas del ahora denominado "grupo guerrillero"  Militarizado Partido Comunista del Perú.

## Relación con Sendero Luminoso
Desde 2010 Quispe Palomino se desliga del Pensamiento Gonzalo como miembro del Militarizado Partido Comunista del Perú. Por ello, Abimael Guzmán, fundador y líder histórico del Sendero Luminoso, no reconoce ni a Víctor ni a sus hermanos como miembros de la organización, y éstos tampoco reconocen el mando del "Presidente Gonzalo" desde su reclusión.
El 10 de junio de 2018 se interceptó, por parte de la inteligencia peruana, un audio hecho por Quispe Palomino, probablemente unos días antes de la masacre de 4 policías el 8 de junio en el distrito de Anco, provincia de Churcampa en Huancavelica, advirtiendo que atacará y responderá con fuego a los policías y militares que lo busquen para apresarlo y destruir su organización y, dirigiéndose a los familiares de miembros de las fuerzas del orden, afirmó que las muertes de éstos serán responsabilidad del Gobierno. También asegura que su grupo no tiene relación con el Sendero Luminoso de Abimael Guzmán y que la denominación oficial de su grupo es: Militarizado Partido Comunista del Perú (MPCP).
El 12 de agosto de 2022 durante una operación realizada por las Fuerzas Armadas del Perú en el VRAEM, fueron abatidos al menos 10 miembros del MPCP y se hirió de gravedad a Víctor Quispe Palomino, quien logró escapar durante los combates, además durante el enfrentamiento el ejército tuvo dos bajas producto del enfrentamiento con los terroristas, y se recuperaron armas y diversa literatura subversiva.